# Cratere Sampson
Sampson è un cratere lunare di 1,83 km situato nella parte nord-occidentale della faccia visibile della Luna.